# Diamentowa Liga 2012
Samsung Diamentowa Liga 2012 – trzecia edycja zawodów Diamentowej Ligi na świecie. Cieszące się dużą popularnością zawody są stałym punktem w kalendarzu międzynarodowych mityngów lekkoatletycznych. W 2012 roku pierwsze zawody tradycyjnie odbyły się w stolicy Kataru Doha na stadionie Qatar SC Stadium. Po 20 lipca zawody czekała blisko miesięczna przerwa ze względu na mające się odbyć w Londynie Igrzyska Olimpijskie.

## Kalendarz
| Data        | Mityng                          | Miasto     | Stadion                        | Wyniki    |
| ----------- | ------------------------------- | ---------- | ------------------------------ | --------- |
| 11 maja     | Qatar Athletic Super Grand Prix | Doha       | Qatar SC Stadium               | Rezultaty |
| 19 maja     | Shanghai Golden Grand Prix      | Szanghaj   | Shanghai Stadium               | Rezultaty |
| 31 maja     | Golden Gala                     | Rzym       | Stadio Olimpico                | Rezultaty |
| 2 czerwca   | Prefontaine Classic             | Eugene     | Hayward Field                  | Rezultaty |
| 7 czerwca   | Bislett Games                   | Oslo       | Bislett Stadion                | Rezultaty |
| 9 czerwca   | Adidas Grand Prix               | Nowy Jork  | Icahn Stadium                  | Rezultaty |
| 6 lipca     | Meeting Areva                   | Paryż      | Stade de France                | Rezultaty |
| 13–14 lipca | Aviva London Grand Prix         | Londyn     | Crystal Palace                 | Rezultaty |
| 20 lipca    | Herculis                        | Monako     | Stade Louis II                 | Rezultaty |
| 17 sierpnia | DN Galan                        | Sztokholm  | Stadion Olimpijski             | Rezultaty |
| 23 sierpnia | Athletissima                    | Lozanna    | Stade Olympique de la Pontaise | Rezultaty |
| 26 sierpnia | Aviva Birmingham Grand Prix     | Birmingham | Alexander Stadium              | Rezultaty |
| 30 sierpnia | Weltklasse Zürich               | Zurych     | Letzigrund Stadion             | Rezultaty |
| 7 września  | Memorial Van Damme              | Bruksela   | Stadion Króla Baudouina I      | Rezultaty |

## Zwycięzcy
| Konkurencja                        |                         | Punkty |
| Mężczyźni                          |                         |        |
| Bieg na 100 metrów                 | Usain Bolt              | 16     |
| Bieg na 200 metrów                 | Nickel Ashmeade         | 15     |
| Bieg na 400 metrów                 | Kévin Borlée            | 10     |
| Bieg na 800 metrów                 | Mohammed Aman           | 14     |
| Bieg na 1500 metrów                | Silas Kiplagat          | 16     |
| Bieg na 5000 metrów                | Isiah Kiplangat Koech   | 15     |
| Bieg na 3000 metrów z przeszkodami | Paul Kipsiele Koech     | 20     |
| Bieg na 110 metrów przez płotki    | Aries Merritt           | 18     |
| Bieg na 400 metrów przez płotki    | Javier Culson           | 16     |
| Skok wzwyż                         | Robbie Grabarz          | 17     |
| Skok o tyczce                      | Renaud Lavillenie       | 24     |
| Skok w dal                         | Aleksandr Mieńkow       | 17     |
| Trójskok                           | Christian Taylor        | 19     |
| Pchnięcie kulą                     | Reese Hoffa             | 24     |
| Rzut dyskiem                       | Gerd Kanter             | 19     |
| Rzut oszczepem                     | Vítězslav Veselý        | 14     |
| Kobiety                            |                         |        |
| Bieg na 100 metrów                 | Shelly-Ann Fraser-Pryce | 19     |
| Bieg na 200 metrów                 | Charonda Williams       | 12     |
| Bieg na 400 metrów                 | Amantle Montsho         | 20     |
| Bieg na 800 metrów                 | Pamela Jelimo           | 16     |
| Bieg na 1500 metrów                | Abeba Arigawi           | 20     |
| Bieg na 5000 metrów                | Vivian Cheruiyot        | 18     |
| Bieg na 3000 metrów z przeszkodami | Milcah Chemos Cheywa    | 12     |
| Bieg na 100 metrów przez płotki    | Dawn Harper             | 16     |
| Bieg na 400 metrów przez płotki    | Kaliese Spencer         | 24     |
| Skok wzwyż                         | Chaunté Howard          | 17     |
| Skok o tyczce                      | Silke Spiegelburg       | 16     |
| Skok w dal                         | Jelena Sokołowa         | 22     |
| Trójskok                           | Olga Rypakowa           | 24     |
| Pchnięcie kulą                     | Valerie Vili            | 28     |
| Rzut dyskiem                       | Sandra Perković         | 30     |
| Rzut oszczepem                     | Barbora Špotáková       | 26     |

## Polacy
W sezonie 2012 Diamentowej Ligi punktowało dwoje polskich zawodników. Tomasz Majewski w pchnięciu kulą uplasował się na drugiej pozycji (12 punktów), a Żaneta Glanc w rzucie dyskiem była czwarta (3 punkty).